# 史文龍
史文龍（？—？），字應霖，直隸常州府武進縣人，民籍，明朝政治人物。

## 生平
嘉靖三十四年（1555年）乙卯科應天府鄉試第八十五名舉人。嘉靖四十一年（1562年）中式壬戌科會試第二百二十二名，三甲第九十七名進士。曾官廣東廉州府知府。

## 家族
曾祖史瑜；祖父史綸；父史尚誠，母蔣氏。慈侍下。弟文鳳。